# Anne Nichols
Anne Nichols (Dalles Mill, 26 de novembre de 1891-Englewood Cliffs, 15 de setembre de 1966) va ser una autora teatral nord-americana.
Va tenir una curta carrera com a actriu en la seva adolescència, interpretant teatre i havent aparegut en dues pel·lícules mudes abans dels vint anys.
En col·laboració amb Adelaide Matthews, va escriure Hearts Desire (1921) i Just Married (1922). Ja en solitari, va escriure el llibret del musical Love Dreams (1921).
Nichols va escriure obres per a teatre i ràdio, generalment de temàtica sentimental. El seu major èxit va ser Abie’s Irish Rose (1922), una comèdia basada en Romeo i Julieta, però traslladada als EUA, amb la parella formada per un home d'origen jueu i una dona d'arrels irlandeses. Encara que la majoria de les crítiques van ser negatives, va encantar al públic. Va romandre en cartell cinc anys seguits en el mateix teatre de Broadway, es van fer dues versions cinematogràfiques (una muda 1928 i una altra sonora en 1946), una adaptació radiofònica (1942), i diverses reposicions. Aquesta obra va suposar per a l'autora uns ingressos de quinze milions de dòlars.